# Temia
Temia es una entidad singular de población, con la categoría histórica de lugar, perteneciente al concejo de Grado, en el Principado de Asturias (España). Se enmarca dentro de la parroquia de Rañeces y alberga una población de 10 habitantes (INE 2009).
Se encuentra ubicada al sureste de la sierra de Arellanes, en la falda del monte La Cogolla, sobre el valle que forma el arroyo conocido como El Veiro, a una altitud de 360 m s. n. m.
Al territorio que forma con los núcleos de La Figal, Pando y Los Llanos, todos ellos pertenecientes a la parroquia de Rañeces, se le conoce como La Costera de Coalla,[cita requerida] a cuyo coto pertenecieron sus tierras en el pasado. Llegó a tener 14 viviendas abiertas, si bien en la actualidad solamente cuatro son habitadas de forma permanente; el resto solo de manera ocasional.[cita requerida]
Los cultivos tradicionales eran la escanda, el maíz, las patatas, las legumbres y las hortalizas, combinándose con ganadería vacuna y en menor medida, ovina, porcina y caballar.
Actividades artesanales como la elaboración de goxas o madreñas eran un complemento para esa economía de autoconsumo, como también la venta de animales, excedentes agrícolas o frutos de temporada (castañas, avellanas, etc.).
Existe memoria de que a finales del siglo XIX y principios del xx se cultivaba lino y se realizaban las labores textiles propias, así como las relativas a la lana que perduraron hasta época más reciente[cita requerida]. A mediados del siglo XX la ubicación de una desnatadora supuso un cierto impulso a la producción láctea.[cita requerida]
Hacia finales de la década de 1960 comenzó a producirse una regresión demográfica provocada por el éxodo rural y el envejecimiento progresivo de la población. Al tiempo, la economía se especializaba en la ganadería de producción láctea, comercializándose directamente la leche o transformándola en mantequilla y queso de Afuega'l pitu para su venta en el mercado semanal. En la actualidad, una quesería semiartesanal continúa con esa actividad, habiendo recuperado variedades de queso ya casi desaparecidas.[cita requerida]
Se conserva una ermita en la que se rinde culto a Santa Marina, cuya fiesta se celebra en torno al 18 de julio.
Tras el estallido de la guerra Civil fue destruida su imagen por una partida de extremistas republicanos,[cita requerida] y al terminar la contienda fue reemplazada por otra de madera tallada que, en realidad, representaba a la Virgen con el Niño (no portaba ni la palma ni el crucifijo). Aunque de traza rústica, repintada y en mal estado, fue sustraída a comienzos de la década de 1980.[cita requerida]